# Уміхана Чувідіна
Уміхана Чувідіна (босн. Umihana Čuvidina, близько 1794 року, Сараєво, Боснійський еялет, Османська імперія, — близько 1870 року,Сараєво, Боснійський еялет, Османська імперія) — боснійська поетеса османського періоду. Вона є найбільш ранньою боснійською жінкою-автором, чиї роботи збереглися до наших днів . Чувідіна співала свої вірші й зробила великий внесок у традиційний жанр боснійської народної музики, севдалінкі .

## Біографія
Чувідіна народилася близько 1794 року в Сараєво (столиці сучасної Боснії і Герцеговини), у той час входив в Османську імперію, в сім'ї босняків, яка мала ресторан, а пізніше вирощувала і продавала кавуни. Чувідіна зросла в Хріде, кварталі Сараєво, розташованому на лівому березі річки Міляцка.
У 1813 році Чувідіна була заручена з молодим чоловіком на ім'я Муйо Чамджі-Байрактар, який загинув як солдат імператорської армії Алі-паші Деренделіі під час придушення сербського повстання початку XIX століття. Він був убитий недалеко від невеликого містечка Лозниця, недалеко від річки Дрина. Уражена смертю нареченого Чувідіна вирішила ніколи не виходити заміж і почала писати вірші про свого коханого і його соратників.
Протягом трьох років після смерті Муйо Уміхана не покидала межі двору свого будинку. На четвертий рік вона сама обрізала собі все волосся в знак вічного трауру за померлою любов'ю і прив'язала їх до паркану на подвір'ї. Про це повідомляється в її віршах.
Єдина повна поема, яку можна без сумніву віднести до авторства Чувідіни, — це 79-віршований епос під назвою «Сараєвці йдуть на війну проти Сербії» (босн. Sarajlije iđu na vojsku protiv Srbije написаний на аребіці.
Уміхана Чувідіна дожила до глибокої старості і померла близько 1870 року. Вона була похована за мусульманським звичаєм в невідомому місці в Сараєво, «під гаєм на скелі».

## Пам'ять
У 1970 році в сараєвському районі Боляков-Потік була відкрита школа, названа на її честь (Umihana Čuvidina Osnovna Škola). 26 вересня 1992 року кілька її учнів було вбито сербами в ході Боснійської війни. Три місяці по тому, 16 грудня, ще троє учнів цієї школи були вбиті сербським снарядом, а кілька інших отримали поранення під час гри в шкільному дворі. Ці інциденти були частиною облоги Сараєво, яка тривала майже чотири роки .
Будинок, в якому вона народилася, на «вулиця Муджезінова» в Старому граді Сараєво з роками прийшов до повного занепаду. Жителі неодноразово просили владу міста оплатити встановлення меморіальної дошки, присвяченої Чувідіне, на будинку, де вона колись жила. Але це не приносило результату до 2011 року, коли місто Сараєво виділило 80 000 боснійських конвертованих марок для відновлення вулиці і будинку .
У вересні 2012 року боснійська актриса Нада Джуревска оголосила, що вона і її колега Адмір Гламочак планують створити монодраму про Уміхане Чувідіне. Джуревска заявила, що роками збирала відомості про життя загадкової поетеси .

## Часткова бібліографія
Дані роботи були створені приблизно в 1810-х і 1820-х роках:
- Čamdži Mujo i lijepa Uma[11]
- Sarajlije iđu na vojsku protiv Srbije
- Žal za Čamdži Mujom